# Holger Sudhoff
Holger Sudhoff (* 1967 in Bochum) ist ein deutscher Hals-Nasen-Ohren-Arzt (Otorhinolaryngologe) und Professor für Hals-Nasen-Ohren-Heilkunde. Er war von 2007 bis 2023 Leiter der Universitätsklinik für Hals-, Nasen- und Ohrenheilkunde sowie Kopf- und Halschirurgie am Klinikum Bielefeld und gründete anschließend eine Privatklinik. Er ist Experte für Kopf-Hals-Tumorchirurgie und war Präsident-elect der internationalen Politzer Society.

## Frühes Leben und Ausbildung
Holger Sudhoff wurde 1967 in Bochum geboren. Er studierte Medizin an der Ruhr-Universität Bochum und der UCSD Medical School in San Diego, wo er auch seine Promotion zum Dr. med. abschloss. Anschließend erwarb er den Dr. rer. nat. durch eine gemeinsame Forschungsarbeit am Washington University School of Medicine in St. Louis und am Royal National Ear, Nose and Throat Hospital in London. 2012 wurde er in den Kreis der Fellows des Royal College of Surgeons (FRCS) sowie des Royal College of Pathologists (FRCPath) aufgenommen.

## Berufliche Laufbahn
Nach seiner Facharztweiterbildung für Hals-Nasen-Ohren-Heilkunde und zusätzlicher plastisch-rekonstruktiver Ausbildung an der Ruhr-Universität Bochum wechselte Sudhoff 2007 an das Klinikum Bielefeld. Dort übernahm er die W3-Professur und die Leitung der Universitätsklinik für HNO- und Kopf-Hals-Chirurgie. Seit 2004 leitete er das Kopfzentrum Bielefeld, eine Einrichtung für Erkrankungen des Kopf- und Halsbereichs. Im Jahr 2023 kündigte er seine Position als Ordinarius und Ärztlicher Direktor am Klinikum Bielefeld. Danach gründete er das Kopfzentrum Bielefeld im Seidensticker Kontor.

## Fachgesellschaftliches Engagement
Sudhoff engagierte sich in verschiedenen Fachgesellschaften:
Präsident der Westdeutschen HNO-Gesellschaft (2015): In dieser Funktion gestaltete er Fort- und Weiterbildungsprogramme für HNO-Fachärzte.
Präsident-elect der Politzer Society: 2022 wurde er als erster Deutscher zum Vorsitzenden der renommierten internationalen Gesellschaft gewählt. Die Website der Society listet ihn jedoch derzeit nicht als aktuellen Präsidenten.Editorial Board: Mitglied in den Herausgebergremien von 14 internationalen Fachzeitschriften.

## Forschungsschwerpunkte und Publikationen
Sudhoffs wissenschaftliche Arbeiten konzentrieren sich auf:
Mikro-otologische und Schädelbasis-Chirurgie    Nasennebenhöhlenchirurgie    Kopf-Hals-Tumorchirurgie    Implantierbare Hörgerätetechniken Tubenfinktionsstörungen
Er hat über 276 Originalarbeiten und Buchkapitel in führenden internationalen Fachpublikationen veröffentlicht und ist Autor von sechs Lehrbüchern zur Mittelohrchirurgie. Seine Arbeiten wurden über 15.000 Mal zitiert.

## Auszeichnungen
- Top-Mediziner „Otorhinolaryngologie“ (Focus-Magazin): Fortlaufend ausgezeichnet von 2013 bis 2023.
- Politzer-Preis der Politzer Society   Anton von Tröltsch-Preis der Deutschen Gesellschaft für Hals-Nasen-Ohren-Heilkunde, Kopf- und Hals-Chirurgie    Spitzenmediziner (Stern-Ärzteliste 2022): Nennung in der Liste „Gute Ärzte für mich“ für HNO-Medizin.